# Moraleja
Moraleja ist eine westspanische Gemeinde (municipio) mit 6.578 Einwohnern (Stand: 2024) in der Provinz Cáceres der Autonomen Gemeinschaft Extremadura.

## Geschichte
Die Gegend wurde seit der Bronzezeit vermutlich von den Lusitanern besiedelt und nach dem Tod von Viriathus von den Römern besetzt.
Während der Reconquista verlor Ferdinand II. das Gebiet im Umfeld der Sierra de Gata Ende des 12. Jahrhunderts an Kalif Abu Yaqub Yusuf I.; Ferdinands Sohn Alfons IX. eroberte die Transierra zu Beginn des 13. Jahrhunderts zurück.
Der Name Moraleja findet 1226 in einer Vereinbarung zwischen dem Orden von Alcántara und dem Bistum von Coria erstmals Erwähnung.
2009 wurde die Gemeinde Vegaviana von Moraleja eigenständig.

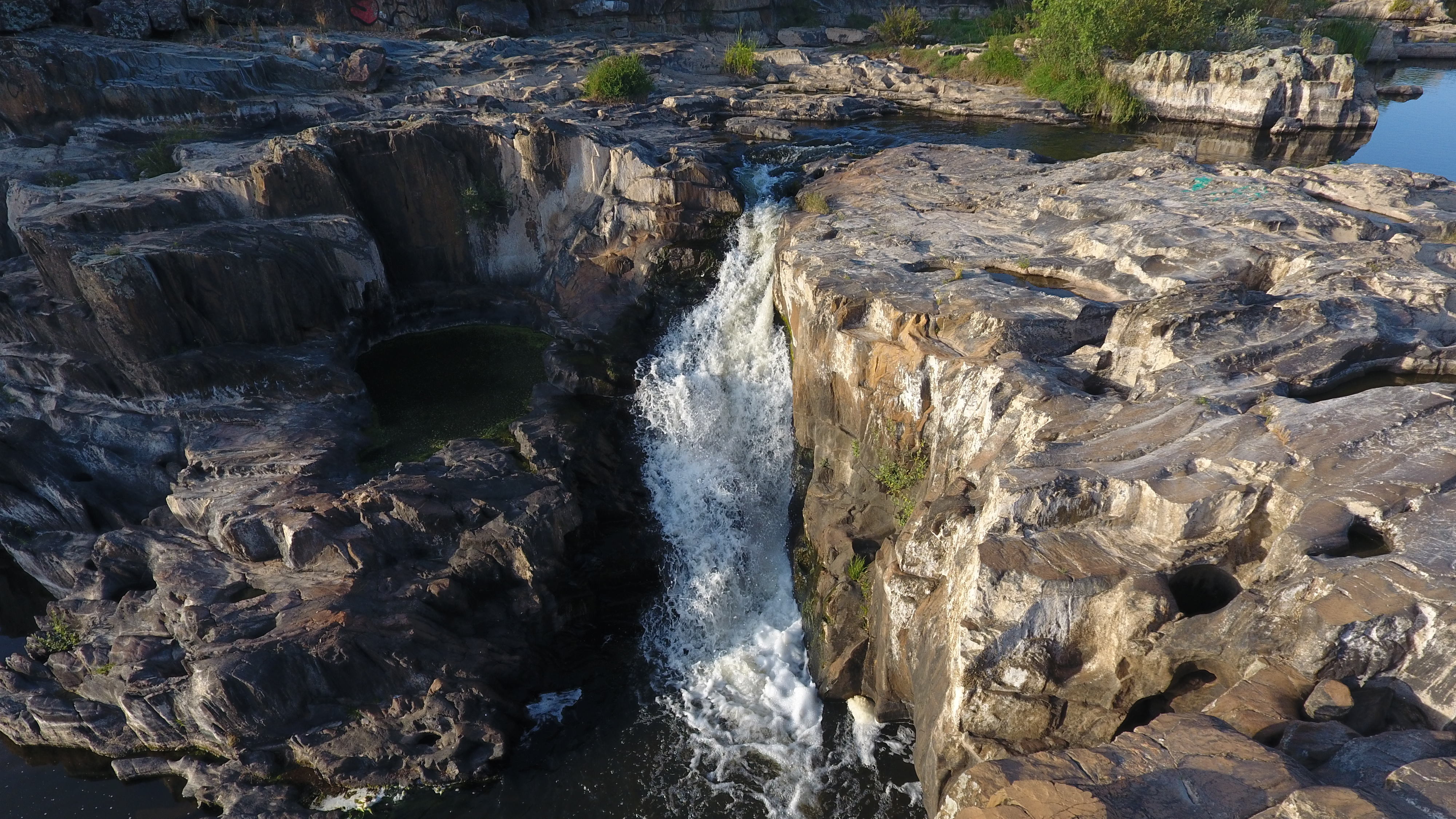
El Chorrerón
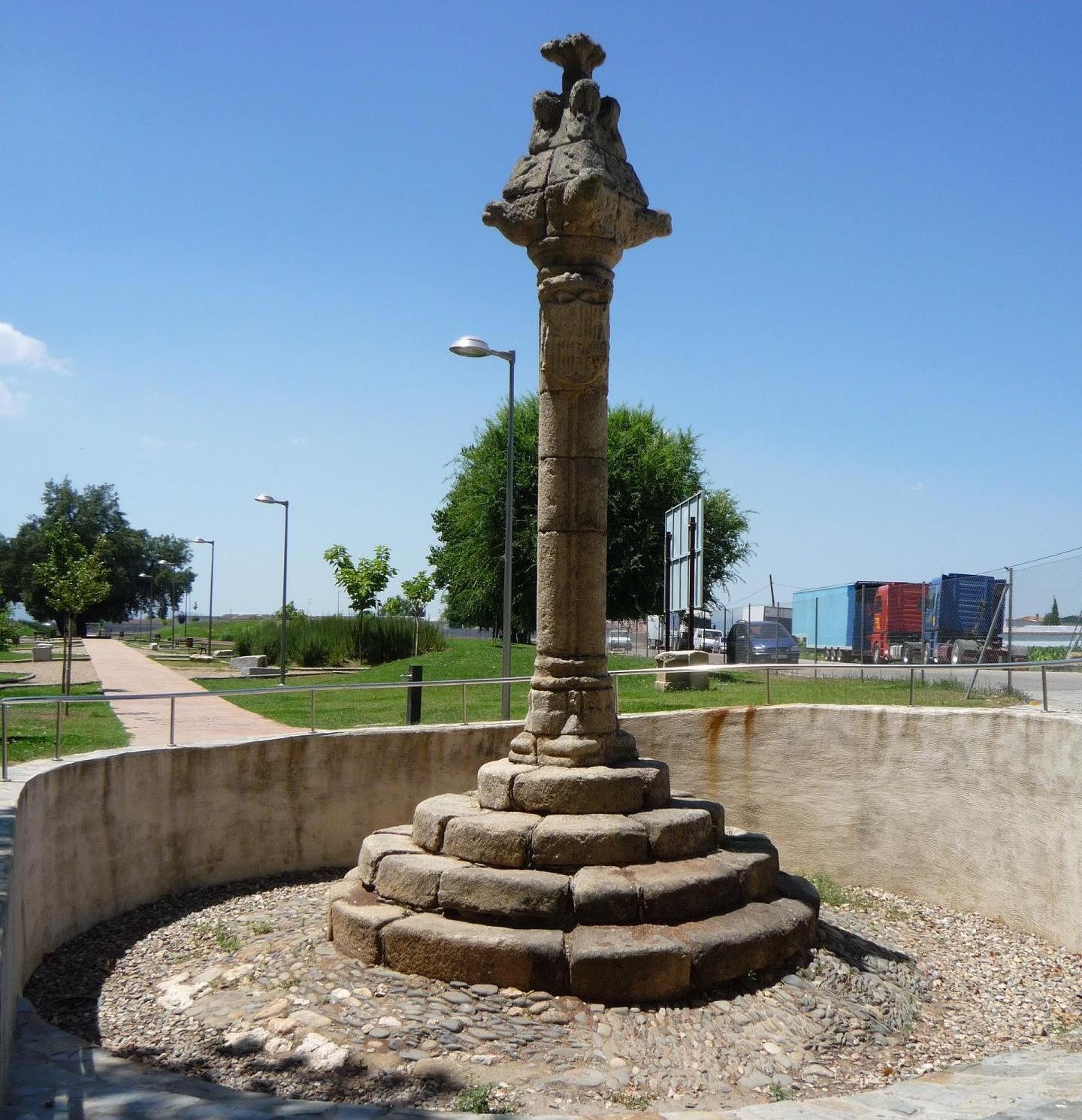
Rollo de Moraleja

## Städtepartnerschaften
Seit 1996 besteht eine Gemeindepartnerschaft mit der  portugiesischen Stadt Ovar.

## Persönlichkeiten
- Paula Josemaría (* 1996), Padelspielerin